# パラッツォ・メディチ・リッカルディの聖母
『パラッツォ・メディチ・リッカルディの聖母 (メディチ・リッカルディ宮殿の聖母)』(パラッツォ・メディチ・リッカルディのせいぼ、伊: Madonna di Palazzo Medici Riccardi) は、イタリア・ルネサンスの画家フィリッポ・リッピによる絵画である。コジモ・デ・メディチによって制作を依頼された作品で、現在、フィレンツェのメディチ・リッカルディ宮殿にある。

## 歴史

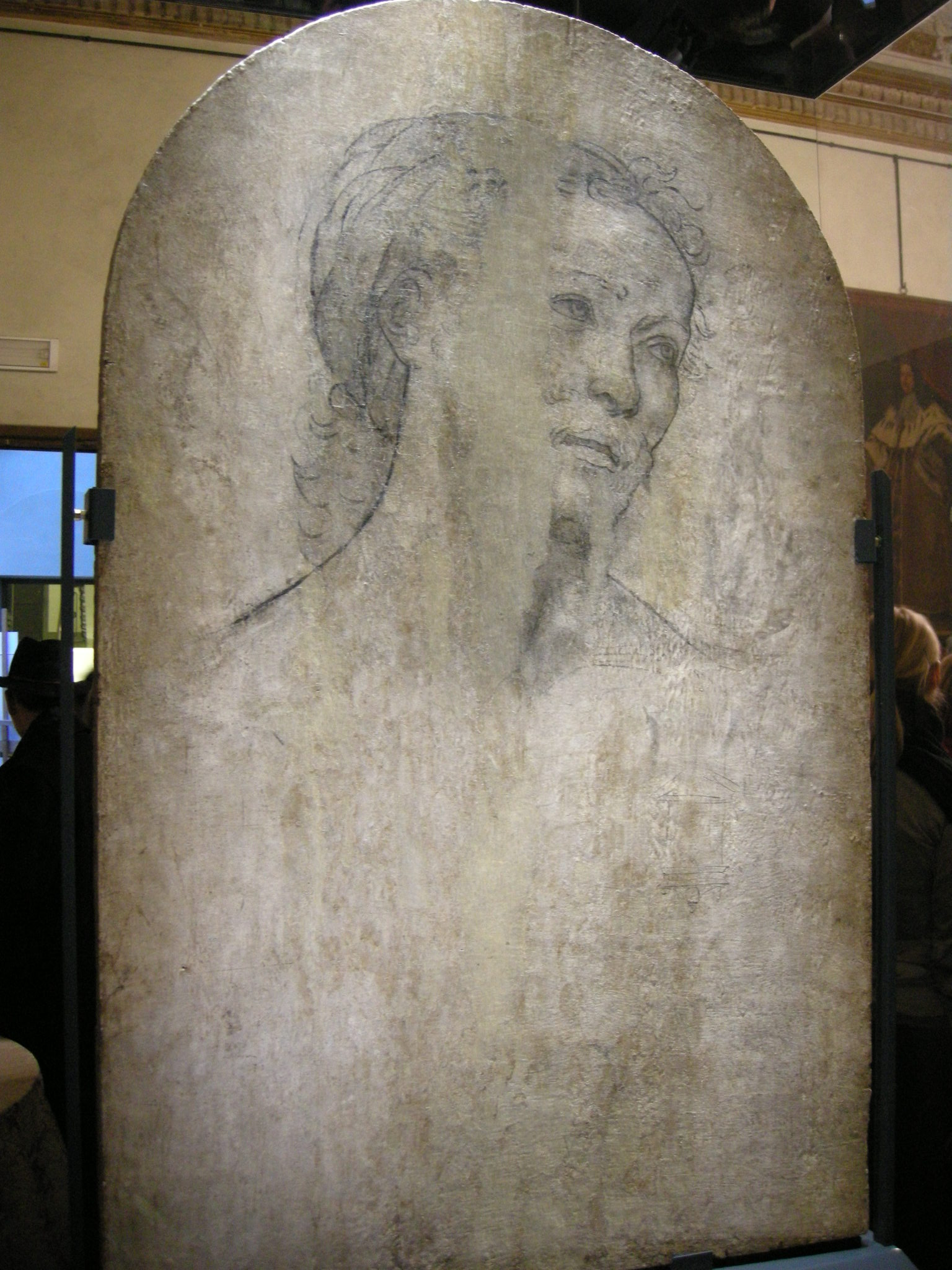
背面図。

この絵画は、1907年にフィレンツェのサン・サルヴィの精神病院で美術史家のジュゼッペ・ポッジによって発見された。出所については、いくつかの説がある。ポッジは、1655年にメディチ宮殿を購入したリッカルディ家が所有するカステルプルチの別荘にこの絵画があったとした。別の研究者の説では、『聖母子』は代わりに宮殿の元の装飾の一部であった。
イタリア国家に購入された後、作品はパラッツォ・メディチ・リッカルディに移され、現在はルカ・ジョルダーノのギャラリー近くの一階の「勝利と芸術のホール」に展示されている。 2001年に貴石博物館で修復された。

## 概要
この絵画の形式は、1436年からリッピによって使用されていた。絵画は、貝殻の形をした円蓋のある壁龕で幼児イエス・キリストを抱いた聖母マリアの胸像を描いている。ここで、キリストは大理石の欄干の上に立っている。しかし、この様式は画家の晩年の様式の典型であり、スポレート大聖堂のフレスコ画からそう違っていないため、一般的に画家の最後の絵画の一つと見なされている。
本作の聖母は物憂げな表情をしているが、丸々として肉付きのいい幼子イエスはマサッチオの3次元的人物像を想起させる。しかし、リッピの晩年には線描への依存が高まり、マサッチオの影響は減少した。
パネルの裏側には、聖ヒエロニムスの頭部が描かれている。